# Tornei di tennis femminili nel 1880
Prima della nascita del WTA Tour, ossia l'apertura alle tenniste professioniste dei tornei che prima di quell'anno erano riservati alle tenniste dilettanti, tutti gli eventi più importanti erano amatoriali, tra questi c'era il Torneo di Wimbledon.

## Gennaio
Nessun evento

## Febbraio
Nessun evento

## Marzo
Nessun evento

## Aprile
Nessun evento

## Maggio
| Settimana | Torneo                                                            | Vincitore                                      | Finalista                   | Semifinalisti | Eliminati ai quarti |
| --------- | ----------------------------------------------------------------- | ---------------------------------------------- | --------------------------- | ------------- | ------------------- |
| 28 maggio | Irish Championships 1880 Dublino, Irlanda Erba Singolare - Doppio | D. Meldon 6-1 6-1                              | Connie Butler               |               |                     |
| 28 maggio | Irish Championships 1880 Dublino, Irlanda Erba Singolare - Doppio | Connie Butler May Langrishe walkover           | Miss Anderson Miss Costello |               |                     |
| 28 maggio | Irish Championships 1880 Dublino, Irlanda Erba Singolare - Doppio | Doppio misto: S.D. Maul Miss Costello 6-4, 7-5 | R. Hassard D. Meldon        |               |                     |

## Giugno
| Settimana | Torneo                                                                  | Vincitore            | Finalista  | Semifinalisti | Eliminati ai quarti |
| --------- | ----------------------------------------------------------------------- | -------------------- | ---------- | ------------- | ------------------- |
| 22 giugno | Torneo di Kemptown 1880 Kemptown, Gran Bretagna Erba Singolare - Doppio | Miss Adshead 6-1 6-1 | E. Adshead |               |                     |
| 22 giugno | Torneo di Kemptown 1880 Kemptown, Gran Bretagna Erba Singolare - Doppio |                      |            |               |                     |

## Luglio
Nessun evento

## Agosto
| Settimana | Torneo                                                              | Vincitore              | Finalista | Semifinalisti | Eliminati ai quarti |
| --------- | ------------------------------------------------------------------- | ---------------------- | --------- | ------------- | ------------------- |
| 19 agosto | Torneo di Waterford 1880 Waterford, Irlanda Erba Singolare - Doppio | May Langrishe 6-5, 6-0 | D. Meldon |               |                     |
| 19 agosto | Torneo di Waterford 1880 Waterford, Irlanda Erba Singolare - Doppio |                        |           |               |                     |

## Settembre
| Settimana    | Torneo                                                                               | Vincitore             | Finalista     | Semifinalisti | Eliminati ai quarti |
| ------------ | ------------------------------------------------------------------------------------ | --------------------- | ------------- | ------------- | ------------------- |
| 15 settembre | Torneo di Saint Leonards-on-Sea 1880 Hastings, Gran Bretagna Erba Singolare - Doppio | Miss Langley 6-4, 6-4 | Flora Langley |               |                     |
| 15 settembre | Torneo di Saint Leonards-on-Sea 1880 Hastings, Gran Bretagna Erba Singolare - Doppio |                       |               |               |                     |

## Ottobre
| Settimana | Torneo                                                                     | Vincitore                                            | Finalista             | Semifinalisti | Eliminati ai quarti |
| --------- | -------------------------------------------------------------------------- | ---------------------------------------------------- | --------------------- | ------------- | ------------------- |
| ottobre   | Sussex County Championships 1880 Brighton, Irlanda Erba Singolare - Doppio | E. Maltby 6-3, 6-3                                   | M. Maltby             |               |                     |
| ottobre   | Sussex County Championships 1880 Brighton, Irlanda Erba Singolare - Doppio |                                                      |                       |               |                     |
| ottobre   | Sussex County Championships 1880 Brighton, Irlanda Erba Singolare - Doppio | Doppio misto: William Renshaw Miss Davidson 6-0, 6-2 | Ravenshill Miss Weeks |               |                     |

## Novembre
Nessun evento

## Dicembre
Nessun evento